# 李阿集
李阿集（越南语：／；？—1775年），《大南实录》称集亭（越南语：／），是18世紀末期越南西山朝將領，越南華僑，受封集亭侯。
李阿集是广东潮州人，1759年前往广南国归仁经商，并在当地娶妻，与刘阿眉、孙阿显等清商交往密切，被拥戴为首领。1771年，阮岳、阮侶、阮惠發動西山起義。李阿集糾集了自己的勢力，號稱「忠義軍」，起兵響應西山軍。李阿集的忠義軍都是來自清朝廣東的亡命之徒，以作戰英勇出名。忠義軍作戰時赤裸上身，頭戴紅巾，左手持藤牌，右手持大刀，令敵人畏懼。
1774年，李阿集率軍配合西山軍作戰，攻佔阮主廣義之地。1775年，北方的鄭主鄭森見南方大亂，派遣黃五福率軍南下，攻佔了阮主的都城富春（今順化），阮主阮福淳逃往廣南。西山軍首領阮岳隨即向阮主表示效忠。西山軍以李阿集為先鋒、李才為中軍、阮岳為後隊，迎擊鄭軍於錦沙（今峴港市和榮縣）。李阿集的忠義軍攻勢兇猛，鄭軍一度不敵；但黃五福隨即命黃廷體、黃馮基率騎兵迅速衝擊忠義軍，步兵隨後跟進，因此忠義軍大敗。阮岳、李才被迫逃往板津。阮岳認為李阿集為人暴悍難制，欲借此戰敗之機將其處死；李阿集知道了以後，率部沿海路逃往廣東。清朝的兩廣總督李侍堯把他當作海盜進行圍剿，斬於廣州。